# Pălatca
Pălatca es una comuna Rumania, en el distrito de Cluj. Su población en el censo de 2002 era de 1.388 habitantes.
- Datos: Q12725070
- Multimedia: Pălatca, Cluj / Q12725070

1. ↑  Worldpostalcodes.org,código postal n.º 407450.